# Criminal Justice
Criminal Justice est une série télévisée britannique écrite par Peter Moffat et diffusée entre le 30 juin 2008 et le 9 octobre 2009 sur BBC One.
La série est diffusée à ARTV au Québec. La saison 2 a été diffusée en novembre 2010 sur Canal+ en France.
La série est également diffusée en octobre 2014 sur France 4.

## Synopsis
Chaque saison suit l'histoire de l'arrestation et du procès d'un accusé et dépeint le système judiciaire britannique.

## Distribution

### Première saison
- Ben Whishaw (VF : Damien Witecka) : Ben Coulter
- David Westhead : Barry Coulter
- Juliet Aubrey : Mary Coulter
- Pete Postlethwaite (VF : Georges Claisse) : Hooch
- Ruth Negga (VF : Barbara Kelsch) : Melanie Lloyd
- Nicholas Farrell : le procureur
- Vineeta Rishi (VF : Barbara Delsol) : Frances Kapoor
- Con O'Neill (VF : Dominique Collignon-Maurin) : Ralph Stone
- Bill Paterson (VF : Michel Prudhomme) : Harry Box
- Lindsay Duncan : Alison Slaughter
- Richenda Carey : Juge Ira

### Deuxième saison
- Maxine Peake : Juliet Miller
- Matthew Macfadyen : Joe Miller
- Alice Sykes : Ella Miller
- Sophie Okonedo : Jackie Woolf
- Zoe Telford : Anna Klein
- Denis Lawson : Bill Faber
- Steven Mackintosh : Chris Sexton
- Kate Hardie : Flo Sexton
- Eddie Marsan : Saul
- Marie-France Alvarez : Carmen

## Épisodes

### Première saison (2008)
1. Titre français inconnu (Episode 1)
2. Titre français inconnu (Episode 2)
3. Titre français inconnu (Episode 3)
4. Titre français inconnu (Episode 4)
5. Titre français inconnu (Episode 5)

### Deuxième saison (2009)
1. Titre français inconnu (Episode 1)
2. Titre français inconnu (Episode 2)
3. Titre français inconnu (Episode 3)
4. Titre français inconnu (Episode 4)
5. Titre français inconnu (Episode 5)